# Tiga Runggu

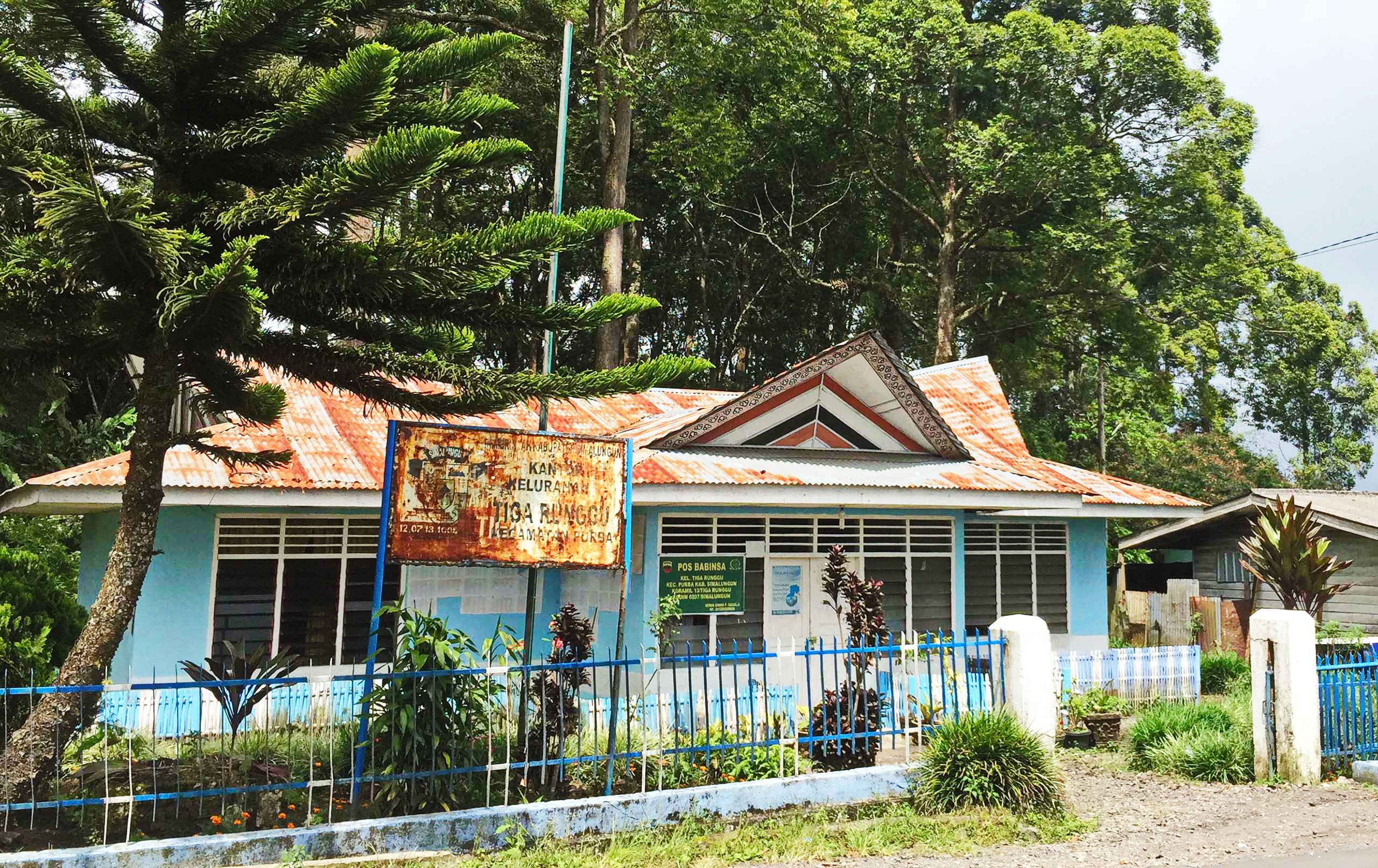
kantoor van Tiga Runggu

Tiga Runggu is een bestuurslaag in het regentschap Simalungun van de provincie Noord-Sumatra, Indonesië. Tiga Runggu telt 6905 inwoners (volkstelling 2010).